# Schneppenpohl
Schneppenpohl ist ein Wohnplatz in der Stadt Leichlingen (Rheinland) im Rheinisch-Bergischen Kreis.

## Lage und Beschreibung
Schneppenpohl liegt östlich des Leichlinger Zentrums auf einem Höhenrücken zwischen dem Murbach und dem Weltersbach an der Landesstraße 294 nahe der Stadtgrenze zu Burscheid. Der Ort ist mit den gegenüber der Landesstraße gelegenen Orten Krabbenhäuschen und dem weitaus größeren Metzholz zu einem Ortsbereich zusammengewachsen und ist als eigenständiger Wohnplatz nicht mehr wahrnehmbar. Der gesamte Siedlungsbereich ist nun Metzholz zugeordnet. Weitere Nachbarorte sind Tirol, Windfoche, Eichen, Wiedenbach, Scheuerhof, Koltershäuschen, Weltersbach, Unterbüscherhof, Schüddig, Holzerhof, Wilhelmstal, Sieferhof, Krähwinkel und auf Burscheider Stadtgebiet Unterwietsche.

## Geschichte
Schneppenpohl entstand erst gegen Ende des 19. Jahrhunderts und ist erstmals auf der Ausgabe des Messtischblatts Solingen (1893–95) der amtlichen topografischen Karte 1:25.000 mit Beschriftung verzeichnet. Der Ort befand sich an der damaligen Grenze der Bürgermeisterei Witzhelden, der angrenzende Nachbarort Metzholz lag bereits in der Bürgermeisterei und Stadt Leichlingen. Am 1. Januar 1975 wurde die Gemeinde Witzhelden mit Schneppenpohl in Leichlingen eingemeindet.